# Зіленбах
Зіленбах (нім. Sielenbach) — громада в Німеччині, знаходиться в землі Баварія. Підпорядковується адміністративному округу Швабія. Входить до складу району Айхах-Фрідберг. Складова частина об'єднання громад Дазінг.
Площа — 17,87 км2. Населення становить 1780 ос. (станом на 31 грудня 2020).